# Ge Hu
Ge Hu (kinesiska: 滆湖) är en sjö i Kina. Den ligger i provinsen Jiangsu, i den östra delen av landet, omkring 110 kilometer sydost om provinshuvudstaden Nanjing. Arean är 162 kvadratkilometer. Den sträcker sig 23,2 kilometer i nord-sydlig riktning, och 14,4 kilometer i öst-västlig riktning.
Genomsnittlig årsnederbörd är 1 525 millimeter. Den regnigaste månaden är juli, med i genomsnitt 289 mm nederbörd, och den torraste är januari, med 43 mm nederbörd.